# Krev a víno
Krev a víno (v anglickém originále Blood and Wine) je americký filmový thriller z roku 1996. Režisérem filmu je Bob Rafelson. Hlavní role ve filmu ztvárnili Jack Nicholson, Stephen Dorff, Jennifer Lopez, Judy Davisová a Michael Caine.

## Obsazení
| Jack Nicholson       | Alex Gates     |
| Stephen Dorff        | Jason          |
| Jennifer Lopez       | Gabriela       |
| Judy Davisová        | Suzanne Gates  |
| Michael Caine        | Victor Spansky |
| Harold Perrineau Jr. | Henry          |
| Robyn Peterson       | Dina Reese     |
| Mike Starr           | Mike           |